# Giovanni Andrea Di Paolo
Giovanni Andrea Di Paolo (Napoli, 1580 circa – Napoli, 1652 circa) è stato un giurista italiano.

## Biografia
Non è nota con certezza la data di nascita di Giovanni Andrea Di Paolo. Studiò diritto all'Università di Napoli dove fu allievo del senese Alessandro Turamini, professore di diritto civile vespertino a Napoli dal 1592, e si addottorò nel luglio del 1602.
Insegnò nello Studio napoletano dal 1608, anno in cui ottenne la cattedra di "Pandette", e l'insegnamento, sia pubblico che privato, fu l'attività che lo impegnò: si formarono alla sua scuola e riconobbero il suo magistero i principali giuristi del suo tempo. Francesco D'Andrea, che fu suo allievo, inserì Giovanni Andrea Di Paolo fra i "giuristi culti", ossia fra i giuristi, contrapposti agli antiquati "pratici", che interpretavano e illustravano il diritto con strumenti filologici e logici. Nel 1611 fu tra i soci fondatori dell'Accademia degli Oziosi di Napoli e assunse l'appellativo accademico di "Rinforzato" in quanto aveva mantenuto in vita l'Accademia dei Rinforzati fondata dal Turamini.
Fra le opere: Syntomiae iuris universi Heptaplus. Opus publice disputatum moderante Io. Andrea De Paulo I. C. Neapolitano in regio Gymnasio ordinario iuris civilis interprete, obiectis respondente Andrea Valentino Neap. Editio altera emendatior, una raccolta di questioni forensi che si erano svolte nell'Accademia dei Rinforzati.